# 55 Cancri e
55 Cancri e (skraćeno 55 Cnc e) je egzoplanet u orbiti oko dvojne zvijezde 55 Cancri. Otkriven je 30. kolovoza 2004. Njegova masa iznosi oko 7,8 mase Zemlje i ima dijametar veličine dvije Zemlje. 55 Cancri e je planet čija je kemijska struktura temeljito različita od Zemljine. Njegova površina je umjesto vodom i kamenjem prekrivena grafitom i dijamantima. Nalazi se na udaljenosti od 40 svjetlosnih godina. Kreće se tako brzo da mu godina traje samo 18 sati. Nevjerojatno je topao, temperatura na površini doseže 1.648 Celzijevih stupnjeva. Dijamantni planeti otkriveni su i ranije, no to je prvi puta da je jedan otkriven u orbiti oko zvijezde nalik suncu i tako detaljno proučavan.